# 927
Cette page concerne l'année 927  du calendrier julien. Pour l'année 927 av. J.-C., voir 927 av. J.-C.
L'année 927 est une année commune qui commence un lundi.

## Événements
- Corée : Gyeonhwon, roi du Baekje postérieur prend Gyeongju, la capitale du Silla et la met à sac. Il pousse au suicide le roi de Silla Gyeongae et le remplace par son cousin Gyeongsun[1].

- Reprise de la guerre entre l'empire byzantin et les Abbassides en Cilicie et en Haute Mésopotamie (fin en 938). Jean Kourkouas prend temporairement Samosate et envahit l’Arménie arabe[2]. Création du thème de Séleucie (entre 927 et 934).
- Le Qarmate Abû Tâhir met à sac Kufa puis défait une importante armée abbasside[3].

### Europe
- 19 février : mort de Wigéric, évêque de Metz. Henri l'Oiseleur impose Bennon au détriment de l'évêque choisi par les Messins[4].
- 27 mai :  début du règne de Pierre Ier de Bulgarie[2].
- 12 juillet : assemblée des souverains de Grande-Bretagne (Æthelstan d'Angleterre, Constantin II d'Écosse, Owain de Strathclyde, Hywel de Deheubarth et Ealdred de Bamburgh) à Eamont Bridge en Cumbria[5].
- 15 août : destruction de Tarente par les Arabes[6].
- 8 octobre[6] : paix de Romain Ier Lécapène avec Pierre Ier de Bulgarie à la mort de Siméon Ier. Pierre épouse Marie, petite fille de Romain et prend le titre refusé par son père de « Basileus des Bulgares » (8 novembre). Byzance confirme ainsi la dignité impériale du souverain bulgare et le statut patriarcal du chef de l'Église bulgare[7]. Il règne jusqu'en 969[2].
- Octobre : extinction de la dynastie des Guilhelmides à la mort d'Acfred d'Aquitaine. Le duché d'Aquitaine et disputé entre le comte de Poitiers Ebles Manzer et le comte de Toulouse Raymond Pons[8].
- Hiver rigoureux dans le Nord de la France et en Flandre (927-928)[9]. Famine due à un hiver rigoureux dans l'Empire byzantin (927-928)[10].

- La possession du comté de Nantes est confirmée au Normand Rognväld par Hugues le Grand et Herbert II de Vermandois après un nouveau blocus inutile de Nantes d'un mois[8].
- Le comte Herbert de Vermandois se rend auprès du roi Henri Ier de Germanie pour un colloque auquel participe également Hugues le Grand. Après l'échec d'un coup de main sur Laon défendue par la reine Emma, il tire Charles le Simple de prison, l’installe à Saint-Quentin et le reconnait comme le souverain légitime. Il négocie une alliance avec les Normands de la Seine contre le roi Raoul de Bourgogne. Le fils de Rollon, Guillaume Longue-Épée prête hommage à Charles le Simple au château d’Eu[8]. Vers Noël, Raoul intervient avec une armée bourguignonne dans la France du Nord. Il rencontre Herbert de Vermandois sur les bords de l'Oise, où un accord est conclu avec la médiation d'Hugues le Grand ; Herbert fournit des otages et s'engage à se présenter à un plaid dont la date est fixée avant Pâques[11].
- Abdication d’Alphonse IV de Léon en faveur de son frère Ramire[12].
- Après la mort du roi viking Sihtric Cáech, le roi anglais Æthelstan s'empare d'York et prend le contrôle de la Northumbrie[13].